# Nuoto ai campionati europei di nuoto 2016 - 100 metri rana femminili
La gara dei 100 metri rana femminili degli Europei 2016 si è svolta il 17 e il 18 maggio 2016. Il 17 maggio si sono svolte batterie (al mattino) e semifinali (al pomeriggio), mentre la finale nel pomeriggio del giorno seguente.

## Podio
| Pos.    | Atleta                    | Nazione     |
| ------- | ------------------------- | ----------- |
| Oro     | Rūta Meilutytė            | Lituania    |
| Argento | Hrafnhildur Lúthersdóttir | Islanda     |
| Bronzo  | Chloe Tutton              | Regno Unito |

## Record
Prima della manifestazione il record del mondo (RM), il record europeo (EU) e il record dei campionati (RC) erano i seguenti.
| Record mondiale       | 1'04"35 | Rūta Meilutytė        | 29 luglio 2013 Barcellona |
| Record europeo        | 1'04"35 | Rūta Meilutytė        | 29 luglio 2013 Barcellona |
| Record dei campionati | 1'06"23 | Rikke Møller Pedersen | 20 agosto 2014 Berlino    |

Durante la competizione non sono stati migliorati record.

## Risultati

### Batterie
| Pos. | Batteria | Corsia | Atleta                    | Nazionalità          | Tempo   | Note |
| ---- | -------- | ------ | ------------------------- | -------------------- | ------- | ---- |
| 1    | 5        | 4      | Rūta Meilutytė            | Lituania             | 1'06"97 | Q    |
| 2    | 4        | 3      | Jenna Laukkanen           | Finlandia            | 1'07"67 | Q    |
| 3    | 4        | 4      | Martina Carraro           | Italia               | 1'07"73 | Q    |
| 4    | 3        | 3      | Chloe Tutton              | Regno Unito          | 1'07"92 | Q    |
| 5    | 5        | 5      | Hrafnhildur Lúthersdóttir | Islanda              | 1'07"99 | Q    |
| 6    | 5        | 1      | Martina Moravčíková       | Rep. Ceca            | 1'08"25 | Q    |
| 7    | 4        | 5      | Arianna Castiglioni       | Italia               | 1'08"31 | Q    |
| 8    | 3        | 7      | Molly Renshaw             | Regno Unito          | 1'08"43 | Q    |
| 9    | 3        | 6      | Sophie Hansson            | Svezia               | 1'08"56 | Q    |
| 10   | 3        | 4      | Viktoriya Zeynep Güneş    | Turchia              | 1'08"59 | Q    |
| 11   | 5        | 3      | Fanny Lecluyse            | Belgio               | 1'08"67 | Q    |
| 12   | 3        | 5      | Fiona Doyle               | Irlanda              | 1'08"79 | Q    |
| 13   | 5        | 6      | Ilaria Scarcella          | Italia               | 1'08"83 |      |
| 14   | 4        | 7      | Petra Chocová             | Rep. Ceca            | 1'08"86 | Q    |
| 15   | 5        | 2      | Natalia Ivaneeva          | Russia               | 1'09"09 | Q    |
| 16   | 5        | 0      | Vilma Ekström             | Svezia               | 1'09"16 | Q    |
| 17   | 3        | 8      | Silja Kaensaekoski        | Finlandia            | 1'09"20 | Q    |
| 18   | 4        | 1      | Fanny Deberghes           | Francia              | 1'09"39 |      |
| 19   | 1        | 4      | Andrea Podmaníková        | Slovacchia           | 1'09"61 |      |
| 20   | 4        | 8      | Dalma Sebestyén           | Ungheria             | 1'09"67 |      |
| 21   | 4        | 9      | Jessica Steiger           | Germania             | 1'09"71 |      |
| 22   | 4        | 2      | Mariya Liver              | Ucraina              | 1'09"78 |      |
| 23   | 3        | 0      | Jessica Eriksson          | Svezia               | 1'09"88 |      |
| 24   | 2        | 2      | Ariel Braathen            | Norvegia             | 1'09"89 |      |
| 25   | 2        | 5      | Maria Romanjuk            | Estonia              | 1'09"95 |      |
| 26   | 4        | 6      | Amit Ivry                 | Israele              | 1'10"08 |      |
| 27   | 5        | 7      | Katie Matts               | Regno Unito          | 1'10"12 |      |
| 27   | 4        | 0      | Lisa Fissneider           | Italia               | 1'10"12 |      |
| 29   | 3        | 2      | Tjaša Vozel               | Slovenia             | 1'10"16 |      |
| 30   | 3        | 1      | Mona McSharry             | Irlanda              | 1'10"27 |      |
| 31   | 2        | 6      | Lena Kreundl              | Austria              | 1'10"30 |      |
| 32   | 2        | 0      | Christina Nothdurfter     | Austria              | 1'10"53 |      |
| 33   | 5        | 9      | Dominika Sztandera        | Polonia              | 1'10"66 |      |
| 34   | 2        | 3      | Alina Bulmag              | Moldavia             | 1'10"74 |      |
| 35   | 5        | 8      | Ana Rodrigues             | Portogallo           | 1'10"75 |      |
| 36   | 2        | 8      | Lisa Mamie                | Svizzera             | 1'10"80 |      |
| 37   | 1        | 5      | Veera Kivirinta           | Finlandia            | 1'10"97 |      |
| 38   | 1        | 6      | Monika Štěpánová          | Rep. Ceca            | 1'10"99 |      |
| 39   | 2        | 4      | Alina Zmushka             | Bielorussia          | 1'11"13 |      |
| 40   | 3        | 9      | Sycerika McMahon          | Irlanda              | 1'11"18 |      |
| 41   | 1        | 2      | Maria Harutjunjan         | Estonia              | 1'11"22 |      |
| 42   | 1        | 3      | Aļona Ribakova            | Lettonia             | 1'11"23 |      |
| 43   | 2        | 7      | Weronika Paluszek         | Polonia              | 1'11"28 |      |
| 44   | 2        | 9      | Lisa Zaiser               | Austria              | 1'11"75 |      |
| 45   | 1        | 1      | Emina Pasukan             | Bosnia ed Erzegovina | 1'12"23 |      |
| 46   | 2        | 1      | Stina Colleou             | Norvegia             | 1'12"49 |      |
| 47   | 1        | 7      | Karleen Kersa             | Estonia              | 1'12"87 |      |
| 48   | 1        | 8      | Lucia Ledererová          | Slovacchia           | 1'15"66 |      |

### Semifinali

#### Semifinale 1
| Pos. | Corsia | Atleta                 | Nazionalità | Tempo   | Note |
| ---- | ------ | ---------------------- | ----------- | ------- | ---- |
| 1    | 5      | Chloe Tutton           | Regno Unito | 1'07"69 | Q    |
| 2    | 2      | Viktoriya Zeynep Güneş | Turchia     | 1'07"81 | Q    |
| 3    | 6      | Molly Renshaw          | Regno Unito | 1'07"82 | Q    |
| 4    | 7      | Fiona Doyle            | Irlanda     | 1'07"99 | Q    |
| 5    | 4      | Jenna Laukkanen        | Finlandia   | 1'08"22 |      |
| 6    | 1      | Natalia Ivaneeva       | Russia      | 1'08"59 |      |
| 7    | 3      | Martina Moravčíková    | Rep. Ceca   | 1'08"80 |      |
| 8    | 8      | Silja Kaensaekoski     | Finlandia   | 1'08"85 |      |

#### Semifinale 2
| Pos. | Corsia | Atleta                    | Nazionalità | Tempo   | Note  |
| ---- | ------ | ------------------------- | ----------- | ------- | ----- |
| 1    | 4      | Rūta Meilutytė            | Lituania    | 1:06.16 | Q, CR |
| 2    | 3      | Hrafnhildur Lúthersdóttir | Islanda     | 1:07.28 | Q     |
| 3    | 5      | Martina Carraro           | Italia      | 1:07.53 | Q     |
| 4    | 2      | Sophie Hansson            | Svezia      | 1:07.59 | Q     |
| 5    | 6      | Arianna Castiglioni       | Italia      | 1:08.29 |       |
| 6    | 1      | Petra Chocová             | Rep. Ceca   | 1:08.35 |       |
| 7    | 7      | Fanny Lecluyse            | Belgio      | 1:08.38 |       |
| 8    | 8      | Vilma Ekström             | Svezia      | 1:09.48 |       |

### Finale
| Pos. | Corsia | Atleta                    | Nazionalità | Tempo   | Note |
| ---- | ------ | ------------------------- | ----------- | ------- | ---- |
|      | 4      | Rūta Meilutytė            | Lituania    | 1'06"17 |      |
|      | 3      | Hrafnhildur Lúthersdóttir | Islanda     | 1'06"45 |      |
|      | 6      | Chloe Tutton              | Regno Unito | 1'07"50 |      |
| 4    | 8      | Fiona Doyle               | Irlanda     | 1'07"76 |      |
| 5    | 3      | Martina Carraro           | Italia      | 1'07"81 |      |
| 6    | 7      | Viktoriya Zeynep Güneş    | Turchia     | 1'07"83 |      |
| 7    | 1      | Molly Renshaw             | Regno Unito | 1'07"93 |      |
| 8    | 6      | Sophie Hansson            | Svezia      | 1'07"99 |      |